# Hubrechtella dubia
Hubrechtella dubia  (лат.) — вид невооружённых немертин из отряда Palaeonemertea. Распространены на северо-востоке Атлантики; приурочены к поверхности илистого грунта на глубинах 8–100 м и более.

## Внешний вид
Тело длиной до 1,5 см и шириной до 0,5 см, белое, полупрозрачное, кзади не сужается. Голова не шире, чем тело, в спокойном состоянии закруглённая, но при ползании утолщается. Короткий задний, ближний к голове участок хобота треугольной формы. Вместе с основной длиной хобота они составляют половину длины тела. По обоим бокам головы имеется сенсорный орган. В остальном строение тела типично для Palaeonemertea, за исключением наличия серединного спинного кровеносного сосуда. Отсутствует слой внутренних кольцевых мышц.

## Внешние ссылки
- Иллюстрации на сайте Encyclopedia of Life